# باراك أداما
باراك أداما (بالفرنسية: Barack Adama)‏ وإسمه الحقيقي أداما ديالو (بالفرنسية: Adama Diallo)‏ من مواليد 21 ديسمبر 1985 في داكار، السنغال. هو مغني راب سنغالي حامل للجنسية الفرنسية، وكان عضوًا في مجموعة الهيب هوب الفرنسية سكسيون داسوت حتى انفصالهم في عام 2013. ويقيم حاليًا في الدائرة التاسعة في باريس، فرنسا. يروج ويعمل تحت شركة التسجيلات الفرنسية المستقلة واتي بي. أيضًا يُعرف براك أداما باستخدامه سجع ابتدائي في كلماته.